# Lucius Calpurnius Piso Frugi
Lucius Calpurnius Piso, med tillnamnet Frugi (den redlige), född omkring 180 f.Kr., död efter 120 f.Kr., var en romersk politiker.
Piso var folktribun 149 f.Kr. och genomdrev Lex calpurnia de repetundis, en lag mot ståthållarnas utpressningar i provinserna. Som konsul 133 f.Kr. var han motståndare till Tiberius Gracchus. Piso författade ett historieverk, Annales, som sedermera tjänade Livius och andra till källa.